# Dordler (Fizouli)
Dordler est un village de la région de Fizouli en Azerbaïdjan.

## Histoire
En 1993-2020, Dordler était sous le contrôle des forces armées arméniennes. En 2020, la région de Fizouli, y compris le village de Dordler a été rétrocédée à l'Azerbaïdjan.

## Géographie
Le village de Dordler de la région de Fizouli est situé dans la circonscription territoriale administrative Dilagharda.

## Économie
La principale occupation de la population est l'élevage et l'agriculture.